# 過海隧道巴士691線
過海隧道巴士691線是香港一條已停辦的巴士路線，往來坑口（北）及中環（港澳碼頭）。
此路線設有兩條特別班次－過海隧道巴士691P線於早上繁忙時間特快由坑口北單程往中環港澳碼頭；過海隧道巴士691S線於早上繁忙時間由坑口北單程往金鐘，只由新巴營運。

## 歷史
- 1992年10月6日：690P線（第一代）投入服務，由中巴及九巴聯營，只於平日早上由坑口（北）單向開往中環（港澳碼頭），以全空調巴士行走。
- 1994年10月3日：擴展為平日上、下午繁忙時間均提供服務，並更改路線編號為691。
- 1996年9月16日：提升為每天清晨至傍晚服務。
- 1997年8月16日：擴展為每天清晨至午夜服務。
- 1998年9月1日：中巴專營權結束，改由九巴和新巴聯營，成為新巴首條服務西貢區的日間專利巴士路線，並與305線（已取消）、680線及948線成為新巴首四條服務新界區的日間常規專利巴士路線。
- 1998年10月11日：於早上繁忙時間增設四班特快班次，由坑口（北）經東區走廊、告士打道、夏慤道前往中環（港澳碼頭），不經北角及銅鑼灣。
- 1998年10月25日：往中環方向到達金鐘道後，改經皇后大道中及文咸東街往禧利街，不經德輔道中，以舒緩中環一帶的交通擠塞。
- 1998年11月22日：往坑口方向不停干諾道中信德中心外的巴士站。
- 1999年6月27日：往中環方向繞經新的寶林巴士總站。
- 2000年3月5日：往坑口方向原設於崇光百貨的巴士站遷往怡和街，並在軒尼詩道灣仔消防局外增設分站。
- 2000年5月2日：平日早上增設由坑口（北）單向開往金鐘（海富中心）的特別班次。
- 2000年5月8日：往中環（港澳碼頭）的特快班次正名為691P，而往金鐘（海富中心）的特別班次正名為691S。
- 2001年5月6日：往坑口方向不停英皇道上潤中心及琴行街分站，改停新光戲院及港運城分站。
- 2002年5月31日：上午10時起，往中環方向不停興利中心分站，改停伊榮街及堅拿道東。
- 2002年8月11日：來回程改經培成路，不經名成街（當時未命名），並取消位於未命名道路的東港城分站。
- 2002年8月28日：691／691P／691S路線與693／693P路線合併為692／692P線[1][2][3]。

## 服務時間及班次
由坑口（北）開出
- 星期一至六：06:00-23:40（3-20分鐘一班）
- 星期日及公眾假期：07:05-23:40（8-18分鐘一班）

由中環（港澳碼頭）開出
- 星期一至六：06:40-23:40（6-16分鐘一班）
- 星期日及公眾假期：07:05-23:40（8-18分鐘一班）

## 收費
691(P/S)
全程收費：$15.3
- 啟田邨往中環（港澳碼頭）：$11.2 (只適用於691(S)線)
- 東區海底隧道收費廣場往中環（港澳碼頭）：$9.4 (只適用於691(S)線)
- 港運城往中環（港澳碼頭）(691)／金鐘 (691S)：$5.4
- 灣仔警署往中環（港澳碼頭）：$5.4  (只適用於691P線)
- 東區海底隧道收費廣場往坑口（北）：$5.4  (只適用於691線)
- 銀幕街往坑口（北）：$14.1  (只適用於691線)

此線設有12歲以下小童及65歲或以上長者半價優惠；此線所有巴士均接受八達通卡付款；上車付款，不設找續。

## 行走路線
- 坑口（北）開經：經寶寧路、坑口道迴旋處、寶寧路、常寧路、重華路、培成路、常寧路、寶寧路、寶琳北路、佳景路、寶林巴士總站、欣景路、寶豐路、寶康路、將軍澳隧道公路、將軍澳隧道、將軍澳道、啟田道、鯉魚門道、東區海底隧道、東區走廊、民康街、英皇道、高士威道、伊榮街、邊寧頓街、怡和街、軒尼詩道、金鐘道、皇后大道中、文咸東街、禧利街、干諾道中、港澳碼頭通道
- 中環（港澳碼頭）開經：經港澳碼頭通道、干諾道中、林士街、德輔道中、金鐘道、軒尼詩道、怡和街、高士威道、英皇道、民康街、東區走廊、東區海底隧道、鯉魚門道、將軍澳道、將軍澳隧道、將軍澳隧道公路、迴旋處、寶順路、支路、寶康路、寶豐路、欣景路、佳景路、寶琳北路、寶寧路、常寧路、重華路、培成路、常寧路、寶寧路

### 沿線車站
| 坑口（北）開 | 坑口（北）開           | 坑口（北）開             | 中環（港澳碼頭）開 | 中環（港澳碼頭）開       | 中環（港澳碼頭）開       |
| 車站         | 車站名稱               | 位置                     | 車站               | 車站名稱                 | 位置                     |
| ------------ | ---------------------- | ------------------------ | ------------------ | ------------------------ | ------------------------ |
| 1            | 坑口（北）             | 坑口（北）巴士總站       | 1                  | 中環（港澳碼頭）         | 中環（港澳碼頭）巴士總站 |
| 2            | 厚德商場               | 重華路                   | 2                  | 維德廣場                 | 德輔道中                 |
| 3            | 培成路                 | 培成路                   | 3                  | 恒生銀行總行／中環街市   | 德輔道中                 |
| 4            | 厚德邨                 | 寶寧路                   | 4                  | 永隆銀行大廈／德忌利士街 | 德輔道中                 |
| 5            | 景林邨                 | 寶琳北路                 | 5                  | 皇后像廣場               | 德輔道中                 |
| 6            | 寶林總站               | 寶林公共運輸交匯處       | 6                  | 統一中心／金鐘地鐵站     | 金鐘道                   |
| 7            | 梁潔華小學             | 寶豐路                   | 7                  | 盧押道                   | 軒尼詩道                 |
| 8            | 茵怡花園               | 寶康路                   | 8                  | 菲林明道／柯布連道       | 軒尼詩道                 |
| 9            | 寶康公園               | 寶康路                   | 9                  | 史釗域道                 | 軒尼詩道                 |
| 10           | 啟田商場               | 啟田道                   | 10                 | 杜老誌道                 | 軒尼詩道                 |
| 11           | 基孝小學               | 啟田道                   | 11                 | 灣仔消防局               | 軒尼詩道                 |
| 12           | 東區海底隧道           | 東區海底隧道收費廣場     | 12                 | 香港大廈／怡和街         | 怡和街                   |
| 13           | 港運城                 | 英皇道                   | 13                 | 維多利亞公園             | 高士威道                 |
| 14           | 新都城大廈／明園西街   | 英皇道                   | 14                 | 銀幕街                   | 英皇道                   |
| 15           | 長康街                 | 英皇道                   | 15                 | 七海商業中心／油街       | 英皇道                   |
| 16           | 炮台山站／炮台山地鐵站 | 英皇道                   | 16                 | 電廠街                   | 英皇道                   |
| 17           | 清風街                 | 英皇道                   | 17                 | 新光戲院／書局街         | 英皇道                   |
| 18           | 香港中央圖書館         | 高士威道                 | 18                 | 港運城／電照街           | 英皇道                   |
| 19           | 加路連山道／加路連山   | 禮頓道                   | 19                 | 東區海底隧道             | 東區海底隧道收費廣場     |
| 20           | 禮頓中心               | 禮頓道                   | 20                 | 藍田站                   | 鯉魚門道                 |
| 21           | 北海中心               | 軒尼詩道                 | 21                 | 觀塘警署                 | 將軍澳道                 |
| 22           | 軒尼詩道官立小學       | 軒尼詩道                 | 22                 | 茵怡花園                 | 寶康路                   |
| 23           | 修頓球場               | 軒尼詩道                 | 23                 | 寶林邨寶勤樓             | 寶豐路                   |
| 24           | 太古廣場               | 金鐘道                   | 24                 | 欣景路                   | 欣景路                   |
| 25           | 中銀大廈               | 金鐘道                   | 25                 | 景林邨景榕樓             | 寶琳北路                 |
| 26           | 置地廣場               | 德輔道中                 | 26                 | 厚德邨                   | 寶寧路                   |
| 27           | 中環街市               | 德輔道中                 | 27                 | 培成路                   | 培成路                   |
| 28           | 港澳碼頭總站           | 中環（港澳碼頭）巴士總站 | 28                 | 厚德商場                 | 重華路                   |
|              |                        |                          | 29                 | 坑口（北）總站           | 坑口（北）巴士總站       |

## 客量
在地鐵將軍澳綫通車前，本線為將軍澳主要的過海路線之一，客量不俗，上午繁忙時間由將軍澳往港島及下午繁忙時間至尾班車由港島往將軍澳例必班班頂閘。
雖然看似是客量甚高的路線，實際上路線迂迴，行車時間亦相當長，車費亦相當高，其實不受乘客歡迎，但往來港島區為免卻轉車之苦，居民苦無選擇，更投訴車費過高，但運輸署卻稱收費合理，無奈的居民只好忍受至將軍澳地鐵支線通車。
地鐵將軍澳綫通車後，由於本路線服務範圍與地鐵重疊，加上車費又比地鐵昂貴（取消前本線全程收費$15.3，反而2002年地鐵從坑口及寶琳往港島區則只需$10至$11.8），結果客量受沉重打擊，乘客被地鐵大批搶走，繁忙時間客量隨即急瀉，由大旺收場變為慘不忍睹。即使把本系路線與693系路線重組成692系路線，該系路線最終仍逃不過被取消的厄運。
這事可證明，巴士若車費過高，又不能提供可靠及高效率服務，必定會受市場淘汰，將軍澳過海路線便是很好的例子。

## 資料來源
1. ↑  新世界第一巴士服務有限公司，〈將軍澳路線重組　路線691、693合併為692　設692P早上特別班次〉［新聞稿］，2002年8月23日。
2. ↑  九龍巴士（一九三三）有限公司，〈將軍澳區巴士服務重組〉［新聞稿］，2002年8月23日。
3. ↑  香港特別行政區政府運輸署，〈將軍澳過海巴士６９１號和６９３號將合併為６９２號 （页面存档备份，存于）〉，［新聞公報］，2002年8月26日。
4. ↑  〈屯門巴有得減　將軍澳冇得減〉，《明報》，2001年11月29日。

- 過海路線691 （页面存档备份，存于）
- 《二十世紀巴士路線發展史－－渡海、離島及機場篇》，容偉釗編著，BSI出版